# 阿爾吉羅斯家族
阿爾吉羅斯家族（該家族名稱源自希臘語的，意為「白銀」）是拜占庭帝國裡一個著名的顯貴家族，拉丁化作陽性的阿爾吉烏斯與陰性的阿爾吉莉亞（Ἀργυρή）。阿爾吉羅斯家族興起於九世紀中葉，儘管其在十一世紀中期後便過了最鼎盛的年代，但該家族仍持續活躍到拜占庭帝國末期的十五世紀。除此之外，阿爾吉羅斯之名尚演變出不同形式的變體，分別為：陽性的阿爾吉羅普洛斯（Ἀργυρόπουλος）和陰性的阿爾吉羅普琳娜（Αργυροπουλίνα）。
阿爾吉羅斯家族起源於哈尔希安軍區，在當地他們擁有大量的莊園。與另一個同為拜占廷名門望族的杜卡斯家族一樣，皆屬最早興起於安納托利亞，典型擁有大量土地的軍事權貴家族。雖然阿爾吉羅斯家族的歷史直到九世紀中葉時，方首次被記載於可靠的相關文獻紀錄中，但該家族的血脈最初可能得追朔至某位名為馬里亞諾斯（Marianos）的貴族，以及他的兒子尤斯塔西奧斯（Eustathios），他們於公元740年或741年被倭马亚王朝俘虜，並在拒絕皈依伊斯蘭教後遭到處決。
從家族創始人利奧·阿吉爾羅斯開始，早期的阿爾吉羅斯家族成員大多擔任軍事職位，例如：尤斯塔西奧斯·阿爾吉羅斯和他的兒子利奧與波弗斯，以及十一世紀的巴西爾·阿爾吉羅斯等人。而巴西爾的兄弟羅曼努斯·阿爾吉羅斯，是該家族在鼎盛時期唯一一位出任文官的家族成員，羅曼努斯日後更與君士坦丁八世的女兒佐伊成婚，登基成為拜占庭皇帝羅曼努斯三世（1028年－1034年在位）。而阿莱克修斯一世早年曾與一位阿爾吉羅斯家族的女性訂婚，但她於正式舉行婚禮前便去世了。在科穆宁王朝建立後，原先興旺的阿爾吉羅斯家族勢力開始消退，此後的阿爾吉羅斯家族成員多數僅是地主或學者，其中較為著名者有：天文學家伊薩克·阿爾吉羅斯和人文主義者約翰·阿爾吉羅普洛斯。